# Горња Коретица
Горња Коретица (алб. Korroticë e Epërme) је насеље у општини Глоговац, Косово и Метохија, Република Србија.

## Становништво
| Демографија | Демографија | Демографија |
| Година      | Становника  | Становника  |
| ----------- | ----------- | ----------- |
| 1948.       | 322         |             |
| 1953.       | 345         |             |
| 1961.       | 446         |             |
| 1971.       | 628         |             |
| 1981.       | 928         |             |
| 1991.       | 1.304       |             |